# Seznam kanadskih igralcev
Seznam kanadskih igralcev.

## A
- Jean Adair
- Patrick J. Adams
- Malin Åkerman
- Philip Akin
- Brittany Allen
- Tanya Allen
- Robbie Amell
- Stephen Amell
- Pamela Anderson
- Cas Anvar
- Will Arnett
- Aaron Ashmore
- Shawn Ashmore
- Cynthia Ashperger
- Harvey Atkin
- Eva Avila
- Dan Aykroyd
- Peter Aykroyd

## B
- Scott Bairstow
- Jay Baruchel
- Adam Beach
- Iani Bédard
- Nicole de Boer
- Katie Boland
- Cameron Bright
- Raymond Burr

## C
- James Cameron (režiser)
- Neve Campbell
- John Candy
- Len Cariou
- Jim Carrey
- Kim Cattrall
- Tom Cavanagh
- Michael Cera
- Tommy Chong
- Rae Dawn Chong
- Hayden Christensen
- Nicki Clyne
- Kim Coates
- Joely Collins
- Claire Corlett
- Paulo Costanzo
- Alyson Court
- Amanda Crew
- Wendy Crewson
- Hume Cronyn
- Daniel Cudmore
- Elisha Cuthbert

## D
- Chris Diamantopoulos
- Nina Dobrev
- Xavier Dolan
- James Doohan
- Shirley Douglas
- Marie Dressler
- John Dunsworth

## F
- Jodelle Ferland
- Nathan Fillion
- Michael J. Fox
- Brendan Fraser
- Matt Frewer

## G
- Monique Ganderton
- Ryan Gosling
- Tom Green
- Lorne Greene
- Bruce Greenwood
- Paul Gross
- Daniel Grou (režiser)

## H
- Corey Haim
- Johanne Harrelle
- Don Harron
- Phil Hartman
- Jill Hennessy
- Natasha Henstridge
- Tyson Houseman

## I
- Michael Ironside

## J
- Joshua Jackson
- Noam Jenkins
- Akiel Julien

## K
- Stana Katic
- Annie Kidder
- Margot Kidder (1948-2018)
- Shawn Kinley
- Lance Kinsey
- Taylor Kitsch
- Elias Koteas

## L
- Larissa Laskin
- Avril Lavigne
- Rachelle Lefevre
- Claude Léveillée
- Eugene Levy
- Evangeline Lilly

## M
- Norm Macdonald
- Daniel Magder
- Howie Mandel
- Melissa Auf der Maur
- Lois Maxwell
- Rachel McAdams
- Kandyse McClure
- Eric McCormack
- Dean McDermott
- Colin Mochrie
- Cory Monteith
- Rick Moranis
- Alanis Morissette
- Kirby Morrow
- Carrie-Anne Moss
- Mike Myers

## N
- Kate Nelligan
- Mayko Nguyen
- Leslie Nielsen

## O
- Steven Ogg
- Sandra Oh
- Catherine O'Hara
- Craig Olejnik
- Michael Ontkean
- Peter Outerbridge

## P
- Ellen Page
- Molly Parker
- Anna Paquin
- Bronson Pelletier
- Barry Pepper
- Mary Pickford
- Alison Pill
- Sébastien Pilote (režiser)
- Oliver Platt
- Christopher Plummer
- Sarah Polley
- Yvan Ponton
- Jason Priestley
- Kirsten Prout

## R
- Douglas Rain
- Keanu Reeves
- Callum Keith Rennie
- Ryan Reynolds
- Caroline Rhea
- Shane Rimmer
- Seth Rogen
- Sasha Roiz
- George A. Romero (režiser)
- Saul Rubinek

## S
- Will Sasso
- Noot Seear
- Paul Shaffer
- Michael Shanks
- William Shatner
- Norma Shearer
- Martin Short
- Cobie Smulders
- Ned Sparks
- Jewel Staite
- Katie Stuart
- Olive Sturgess
- Donald Sutherland

## T
- Guy Thauvette
- Alan Thicke
- Kett Turton

## V
- Emily VanCamp
- Laura Vandervoort
- John Vernon
- Denis Villeneuve (režiser)

## W
- Zack Ward
- Peter Williams (1957, Jamajka)